# Antônio Gonçalves Chaves
Antônio Gonçalves Chaves (Montes Claros, 16 de setembro de 1840 — 28 de novembro de 1911) foi um político brasileiro.
Nasceu em Vila das Formigas, como assim se chamava a atual cidade de Montes Claros, no Norte de Minas Gerais. Filho do Cônego Antônio Gonçalves Chaves e Maria Florência de Sá Assunção, sendo primo de Agenor Fernandes Barbosa, do Padre Augusto Prudêncio da Silva e do tenente Camilo  Fernandes Ferreira. Sua irmã era casada com o político Senador Camilo Philinto Prates.
Fez os seus primeiros estudos na terra natal, cursou as aulas do Ateneu São Vicente de Paulo, de Diamantina, diplomando-se em Direito pela Faculdade de São Paulo em 1863. Bacharel em direito (São Paulo) em 1863.
Regressando à Província de Minas, dedicou-se à Magistratura, a princípio como Promotor de Justiça de Montes Claros, onde também serviu de Juiz de Direito. Ingressando na política, filiado ao Partido Liberal, elegeu-se deputado provincial por mais de uma legislatura. Figurou-se como um dos principais colaboradores dos jornais oposicionistas Jequitinhonha, de Diamantina e Reforma, do Rio de Janeiro.
Foi presidente da província de Santa Catarina, nomeado por carta imperial de 23 de junho de 1882, de 6 de setembro de 1882 a 27 de janeiro de 1883, transmitindo o cargo ao vice-presidente Manuel Pinto de Lemos, que completou o mandato em 28 de fevereiro de 1883. Foi também presidente da província de Minas Gerais, de 1883 a 1884.
Foi juiz de Mariana em 1889. Já sob o regime republicano foi deputado constituinte, e senador de 1894 a 1902, sempre por Minas Gerais.
Foi o segundo diretor da Faculdade Livre de Direito de Minas Gerais (atual Faculdade de Direito da Universidade Federal de Minas Gerais - UFMG), ainda na então capital de Minas, Ouro Preto. Foi antecedido pelo Conselheiro Afonso Pena e sucedido pelo professor Francisco Mendes Pimentel.